# Antoine Deidier
Antoine Deidier (Montpellier, 1670 – Marsiglia, 1746) è stato un medico francese.

## Biografia
Nacque nel 1670, figlio di un chirurgo di Montpellier.
Ricevette la sua istruzione nella città natale, ottenendo il dottorato di medico nel 1691, prima di diventare professore di chimica nella stessa università dal 1697 al 1732.
Nel 1720 prestò - su richiesta del re - assistenza medica durante un'epidemia a Marsiglia, motivo per cui fu in seguito insignito del titolo di "Conseiller-médecin du Roi" e fu fatto cavaliere dell'ordine di San Michele.
Fu eletto membro della Royal Society nel 1723.
Fu medico delle galere a Marsiglia dal 1732 fino alla sua morte.